# ヴィクトール・クーフレル
ヴィクトール・クーフレル（Victor Kugler、1900年6月5日 - 1981年12月16日）は、『アンネの日記』の著者アンネ・フランクらの隠れ家での生活を支援していたオーストリア系オランダ人男性。完全版以前の『アンネの日記』上では「フィクトル・クラーレル」という偽名で表記されていた。

## 略歴
1900年6月5日、オーストリア＝ハンガリー帝国領ホーエンエルベ（Hohenelbe、現在のチェコ領ヴルフラビー Vrchlabí）に生まれる。第一次世界大戦中の1917年にオーストリア帝国海軍に徴兵されてアドリア海での作戦に従事したが、負傷して兵役免除となった。
戦後は戦争中に身につけた技術を生かしてドイツで電気技師として働いた。1920年9月にオランダ・ユトレヒトに移住。ペクチンを作る企業ポモジン工業の子会社オペクタ社のアムステルダム支社の監督者となったが、辞職して、アンネ・フランクの父オットー・フランクの起こしたオペクタ社（オペクタ社から商標権を受けていたポモジン工業の子会社ではない会社）に入社し、以降オットーの右腕となった。その後、オットーが興した香辛料を扱う企業ペクタコン社の業務でもヘルマン・ファン・ペルスからハーブの調合についての教えを受け、経営陣と倉庫係の間にたってハーブの調合や袋詰めの作業を監督した。
オットーの会社の女性従業員ミープ・ヒースによるとクーフレルは「たくましい体つきの男性で、几帳面だった。真面目一点張りで冗談が嫌いだった。礼儀正しいが、自分のやりたいようにやるところがあり、それ以外の方法は好まなかった」という。
1938年5月にオランダ国籍を取得している。
1940年5月にオランダはドイツ軍に占領されたが、しばらくの間は社会に大きな変化はなかったので、オペクタ社もペクタコン社もこれまで通り業務を続けることができた。クーフレルは6月にオットー・フランクからペクタコンの代理人に任じられている。
しかしその後オランダでも反ユダヤ主義政策が強化されたため、ユダヤ人である社長オットー・フランクと相談役ヘルマン・ファン・ペルスは、会社の社屋であるプリンセンフラハト通り263番地の建物の中に隠れ家を作って家族とともにそこに隠れることを計画した。オットー・フランクは最も信頼する非ユダヤ人社員、クーフレル、監査役ヨハンネス・クレイマン、女性従業員ミープ・ヒースとベップ・フォスキュイルの4人にこの計画を打ち明け、隠れ家生活の支援を頼んだ。オットーはこの時のことについて「ナチスの法律ではユダヤ人を助けた者は自分も投獄されるか強制移送されるか最悪の場合は銃殺されるにも拘らず、4人とも即座に了承してくれた」と回顧している。一方クーフレルは「たしかに我々には断る事も出来た。だが会社の中にはある種の家族的な雰囲気が出来上がっていたし、それにもしも我々がフランクさんを匿わなければ、それはすなわちあの人たちを死に追いやるに等しい。それは誰しも承知していることだった。というわけで実際には選択の余地はほとんどなかった」と回顧している。
1942年7月からフランク一家とファン・ペルス一家は隠れ家生活に入り、その後フリッツ・プフェファーも加わって8人のユダヤ人が隠れ家生活に入った。クーフレルたちは2年に渡って彼らの隠れ家生活を支えた。なおクーフレルは巻き込まぬようにとこの件を妻に伝えなかった。
1944年8月4日に隠れ家はナチス親衛隊の知るところとなり、SD下士官カール・ヨーゼフ・ジルバーバウアーSS曹長率いるSD部隊により隠れていたユダヤ人8人は逮捕された。この際にクーフレルとクレイマンも一緒に連行された。ユダヤ人8人は8月8日にもヴェステルボルク通過収容所へ連行されてユダヤ人移送ルートに乗せられたが、非ユダヤ人のクーフレルとクレイマンはそこには連れて行かれず、アムステルダム市内のアムステルフェーンスヴェ刑務所に1カ月ほど拘禁された。さらに9月7日にヴェーテリングスハンス刑務所に移され、ついで9月11日からアーメルスフォールトの一時収容所へ送られ、強制労働に従事した。やがてクレイマンは過労で働けなくなったので釈放されたが、クーフレルの方は12月30日にヴァーヘニンゲンへ移され、そこで電気技師の仕事や対戦車壕工事団体へのドイツ軍の指令の伝達などの強制労働に従事した。健康だったクーフレルは1945年2月初めにドイツ国内に送られて強制労働を続けることになったが、その道中に隊列に対してイギリス空軍機の攻撃があったため、そのどさくさに紛れて脱走に成功している。その後ヒルフェルシュムの実家でドイツ軍の降伏まで隠れていた。
戦後は、隠れ家メンバーでただ一人生還したオットー・フランクとともにペクタコン社の経営に戻ったが、1955年にオットーとクーフレルはペクタコン社を売却している。最初の妻と死別していたクーフレルは、同年にカナダへ移住している。トロント郊外で暮らし、そこで再婚して電気技師として働き、また保険代理店の経営も行った。
1973年に隠れ家生活支援の功績でイスラエルのヤド・ヴァシェムより「諸国民の中の正義の人」の称号を贈られた。
1981年12月16日にトロントにおいて死去した。